# Derefunda lineola
Derefunda lineola är en insektsart som först beskrevs av Matsumura 1914.  Derefunda lineola ingår i släktet Derefunda och familjen vedstritar. Inga underarter finns listade i Catalogue of Life.